# Thủ Sỹ
Thủ Sỹ là một xã thuộc huyện Tiên Lữ, tỉnh Hưng Yên, Việt Nam.

## Địa lý
Xã Thủ Sỹ có vị trí địa lý:
- Phía đông giáp xã Thiện Phiến
- Phía đông nam giáp tỉnh Thái Bình
- Phía đông bắc giáp xã An Viên
- Phía tây, nam, tây nam, tây bắc giáp thành phố Hưng Yên.

Xã Thủ Sỹ có diện tích 5,59 km², dân số năm 2019 là 8.525 người, mật độ dân số đạt 1.526 người/km².
Phần phía nam xã có Quốc lộ 39A chạy cắt qua.

## Hành chính
Xã Thủ Sỹ gồm 5 thôn:Ba Hàng,Thống Nhất,Nội Lăng,Tất Viên,Lê Bãi.

## Lịch sử
Trước đây, Thủ Sỹ là một xã thuộc huyện Phù Tiên.
Ngày 6 tháng 11 năm 1996, Quốc hội ban hành Nghị quyết về việc chia tỉnh Hải Hưng thành 2 tỉnh Hải Dương và Hưng Yên và xã Thủ Sỹ thuộc huyện Phù Tiên, tỉnh Hưng Yên.
Ngày 24 tháng 2 năm 1997, Chính phủ ban hành Nghị định 17-CP về việc chuyển xã Thủ Sỹ thuộc huyện Phù Tiên về huyện Tiên Lữ mới tái lập quản lý.